# Ambiste
Ambiste – wieś w Indiach położona w stanie Maharasztra, w dystrykcie Thane, w tehsilu Dahanu.
Według spisu ludności Indii z 2011 roku, w Ambiste znajduje się 136 gospodarstw domowych, które zamieszkują 632 osoby.